# ルーベン・トーレー
ルーベン・アーチャー・トーレー（Reuben Archer Torrey, 1856年1月28日 - 1928年10月26日は、アメリカ合衆国の福音伝道者、牧師、神学者、神学校教師、および著述家である。

## 生涯
ニューヨークの有力な銀行家の父と敬虔なクリスチャンの母の子としてホーボーケンに生まれる。学生時代は勉強熱心ではあったが、賭け事にふける生活を送っていた。彼の母はトーレーのために祈り続けていたという。イェール大学在学中に罪責観と憂鬱で自殺寸前にまでなるが、夢の中で伝道者として召された。数日後、大学の礼拝堂でひざまずき、主イエス・キリストに献身する祈りを捧げた。1875年にイェール大学を、次いで1878年にイェール神学大学院を卒業した。
1878年にオハイオ州の会衆派教会の牧師になった。4年後に牧会を辞めリベラル隆盛期のドイツに渡り、ライプツィヒ大学およびエアランゲン大学で神学を学ぶが、聖書信仰を守り決してリベラルに染まることはなかった。
アメリカに帰国してから、ミネアポリスのオープン・ドア教会（ムーディー記念教会、The Church of the Open Door）牧会者となり、この教会の牧師を9年間務めた。その後ドワイト・ライマン・ムーディーのミニストリーに参加し、彼の招きにより1889年から1908年、ムーディー聖書学院の2代目学長となった。
学識豊かであると共に、ムーディーから、聖霊の力についての説教を依頼されるほどの御霊の器であった 。
1903年 - 1905年、英国でリバイバル礼拝を導いた。また中国、日本、オーストラリア、インドを訪問した。来日の際には笹尾鉄三郎が通訳をした。
1907年6月20日に、ホイートン大学から名誉神学博士号を授与された。
1919年7月に、夫人とアトキンソン博士を同伴して二度目の来日をした。7月17日に東京の柏木聖書学院で「聖霊の職務」「汝等はイエスに何をなさんとするか」と題して語り、2、3日後上海に向けて旅立った。中国各所で説教した後に、再び来日して10月1日から10日まで山陽集会で講演した。その説教を聴いていた中田羽後は、トーレーの勧めでロスアンゼルス聖書学院（現バイオラ大学）で学ぶことになった。中田は急遽東京に帰り、留学の準備をして、横浜港からトーレーの乗った船で渡米した。その後、トーレーはサイベリヤ丸で神戸港から日本を出発して帰国した。
その後、彼は世界中で説教し、40冊を超える本を書いた。日本語にも数冊翻訳されている。
子孫の多くが、牧師、宣教師となった。

## 著書
- 『人をキリストに導びく法』教文館、1899年
- 『聖書研究法』教文館、1899年
- 『基督者之成功』中庸堂、1907年
- 『聖霊』いのちのことば社、2004年。ISBN 4-264-02123-5
- 『逸話と例話』一粒社
- 『個人伝道の呼吸』基督教書類会社
- 『聖書研究の栞』中庸堂
- 『聖書の権威』一粒社
- 『万人の避難所』基督教書類会社
- 『ムーデーが神に用ひられた理由』生命の光社
- 『祈りの学習』MCN2JAPAN, 1996年